# Dendryphantes seriatus
Dendryphantes seriatus är en spindelart som beskrevs av Władysław Taczanowski 1878. Dendryphantes seriatus ingår i släktet Dendryphantes och familjen hoppspindlar. Inga underarter finns listade i Catalogue of Life.